# Selección de waterpolo de Francia
La selección de waterpolo de Francia es la selección de waterpolo del país galo. Está controlada por la Federación Francesa de Natación, y cuenta con un oro olímpico en los Juegos Olímpicos de París 1924.

## Resultados

### Juegos Olímpicos
- 1900:  Medalla de bronce x2
- 1908: No participó
- 1912: 6.ª plaza
- 1920: 9.ª plaza
- 1924:  Medalla de oro
- 1928:  Medalla de bronce
- 1932: No participó
- 1936: 4.ª plaza
- 1948: 6.ª plaza
- 1952: No participó
- 1956: No participó
- 1960: Segunda ronda
- 1964: No participó
- 1968: No participó
- 1972: No participó
- 1976: No participó
- 1980: No participó
- 1984: No participó
- 1988: 10.ª plaza
- 1992: 11.ª plaza
- 1996: No participó
- 2000: No participó
- 2004: No participó
- 2008: No participó
- 2012: No participó
- 2016: 11.ª plaza
- 2020: No participó
- 2024: Fase Preliminar

### Mundial de natación
- 1973: No participó
- 1978: No participó
- 1982: 13.ª plaza
- 1986: 8.ª plaza
- 1991: 12.ª plaza
- 1994: No participó
- 1998: No participó
- 2001: No participó
- 2003: No participó
- 2005: No participó
- 2007: No participó
- 2009: No participó
- 2011: No participó
- 2013: No participó
- 2015: No participó
- 2017: 14.ª plaza
- 2019: No participó
- 2015: No participó
- 2022: No participó
- 2023: 6.ª plaza
- 2024: 4.ª plaza

### Europeo de waterpolo
- 1926: No participó
- 1927:  Medalla de plata
- 1931: 6.ª plaza
- 1934: 6.ª plaza
- 1938: 6.ª plaza
- 1947: 7.ª plaza
- 1950: 6.ª plaza
- 1954: 9.ª plaza
- 1958: 8.ª plaza
- 1962: No participó
- 1966: 13.ª plaza
- 1970: 11.ª plaza
- 1974: No participó
- 1977: No participó
- 1981: No participó
- 1983: No participó
- 1985: No participó
- 1987: No participó
- 1989: 12.ª plaza
- 1991: 11.ª plaza
- 1993: No participó
- 1995: No participó
- 1997: No participó
- 1999: No participó
- 2001: 12.ª plaza
- 2003: No participó
- 2006: No participó
- 2008: No participó
- 2010: No participó
- 2012: No participó
- 2014: 10.ª plaza
- 2016: 9.ª plaza
- 2018: 12.ª plaza
- 2020: 13.ª plaza
- 2022: 6.ª plaza
- 2024: 9.ª plaza